# Smrk (okres Třebíč)
Smrk (německy Smrk, Smerk, starším názvem Smrkh) je obec ležící asi 9 km na východ od města Třebíče. Nadmořská výška obce je 464 metrů nad mořem. Žije zde 307 obyvatel. Obec spadá do správního obvodu obce s rozšířenou působností Třebíč. Smrk se nachází asi 2,5 km od Vladislavi, je také blízko Hostákovu a Valdíkovu. Malá ves dříve náležela základnímu zboží třebíčského kláštera.
Do obce vedou silnice III. třídy. Na jihovýchodě prochází katastrálním územím železniční trať Brno – Jihlava, zastávka zde není; nejbližší zastávka je ve Vladislavi. V případě výstavby plánovaného obchvatu sousední obce Vladislav by tato nová část silnice I/23 protínala také část katastrálního území Smrku.
Sousedními obcemi sídla jsou Vladislav, Valdíkov, Koněšín, Kojatín, Pozďatín a Studenec.

## Geografie
Podél jižní hranice území obce prochází ze západu na východ silnice I/23 z Vladislavi do Náměště nad Oslavou. Ze zastavěného území obce vychází jižně silnice do Vladislavi, k silnici I/23, severně pak silnice do Kojatína a Budišova a silnice do Valdíkova a východně pak silnice do Pozďatína. Přes území obce vede železniční trať Brno – Jihlava, na území obce však neleží žádná železniční zastávka, nejbližší se nachází ve Vladislavi a u Studence. Přes území obce vede cyklostezka 5207 a žlutá turistická trasa.
Většina území obce je zemědělsky využívána, zalesněný je jen východní okraj území obce, les Čihadla na východním okraji území obce, oblast okolo rybníka Klínek na jižním okraji území obce a údolí Mlýnského potoka na západním okraji území obce. Na západním okraji zastavěného území obce se nachází velký areál JZD s přilehlou motokrosovou tratí a na východním okraji zastavěného území obce se nachází malý průmyslový areál. Malý průmyslový areál je také na jižním okraji území obce u rybníka Klínek.
Asi 10 kilometrů severozápadně od území obce pramení Mlýnský potok, ten pak tvoří západní hranici území obce, kde tvoří hluboké údolí a přijímá toky několika nepojmenovaných potoků, následně se do něj vlévá i Hostákovský potok, protéká přes rybník Balaton a následně po asi kilometru ústí ve Vladislavi do řeky Jihlavy. V zastavěném území obce jsou dvě nádrže, ze kterých pramení jeden z nepojmenovaných potoků, který pak ústí do Mlýnského potoka. Na severní hranici území obce pramení Okarecký potok, ten pak tvoří část severní hranice území obce, protéká přes rybník Přibyl a pak teče dál na východ a asi po 15 km ústí u Náměšti nad Oslavou do Oslavy. Na východním okraji území obce se také nachází prameniště z kterého teče nepojmenovaný potok, který hned za hranicí obce tvoří rybník Štěpánek a pak se po chvíli vlévá do Okareckého potoka. Východně od zastavěného území obce pramení potok Beňůvky, ten pak teče jižně a protéká přes nepojmenovaný rybník a pak rybník Klínek a následně tvoří část jižní hranice území obce a po asi 1 km ústí u Vladislavi do řeky Jihlavy. U malého sadu východně od zastavěného území obce se nachází malý rybník. 
Území obce je poměrně členité, jeho nadmořská výška se pohybuje od cca 425 metrů nad mořem v údolí Mlýnského potoka po 491 metrů severně od zastavěného území obce u trati Na krochotech. Nad údolím Mlýnského potoka se nachází Ostrá hora (471 m).
Zastavěné území obce se nachází téměř uprostřed území obce, na severozápadním okraji území obce v údolí Mlýnského potoka se nachází chatová oblast, několik chat se nachází i u rybníka Přibyl a na východním okraji území obce se nachází samota Strojatín.
U zastavěného území obce se nachází motokrosová trať, nad rybníkem Balaton se nachází vyhlídka nad prudkou skálou.

## Historie
První písemná zmínka o obci pochází z roku 1104 a souvisí se zakládací listinou kláštera v Třebíči. V roce 1556 obec patřila Vratislavovi z Pernštejna a téhož roku byla prodána Oldřichovi z Lomnice na Meziříčí a Náměšti. V tu dobu tak obec patřila do náměšťského panství.
V roce 1567 zdědil náměšťské panství Jan starší ze Žerotína. Roku 1628 pak koupil panství Albrecht z Valdštejna, který je koupil pro Jana Baptistu z Verdenberka. V roce 1743 pak od Verdenberků koupili panství manželé Kufštejnští, ale hned roku 1752 pak zakoupili panství Haugvicové, kteří je vlastnili až do správních reforem.
V roce 1850 byla ve vsi postavena kaple, která byla v roce 1903 rekonstruována a téhož roku rozšířena o věž a také byla vysvěcena Arnoštem Tvarůžkem. Roku 1905 byl založen sbor dobrovolných hasičů. V roce 1919 byl do kaple pořízen nový zvon za ten, který byl rekvírován během první světové války. V srpnu roku 1923 byl slavnostně odhalen pomník padlým občanům v první světové válce. V roce 1926 byla vesnice elektrifikována. Roku 1929 proběhla vesnicí velká vichřice, která poničila mnoho domů.
Během druhé světové války byli zatčeni roku 1940 Rudolf Chalupa a jeho syn, do konce roku byli uvězněni v Sušilových kolejích v Brně. V roce 1941 byl Rudolf Chalupa zatčen a uvězněn znovu. Po skončení války pak bylo roku 1958 založeno v obci JZD, to pak bylo roku 1961 sloučeno s JZD v Kojatíně, v roce 1974 pak bylo sloučeno s JZD ve Vladislavi a pak v roce 1976 sloučeno s JZD v Pyšeli. Roku 1964 byla obec Kojatín správně začleněna pod obec Smrk. V roce 1966 byla založena pobočka Svazu československé mládeže ve Smrku a vznikl také sportovní klub Družstevník a došlo ke stavbě sportovního hřiště, v témže roce byla dokončena silnice z Vladislavy do Budišova. V roce 1967 pak byla ve vsi postavena budova mateřské školy. Roku 1971 byly slavnostně pojmenovány lípy u pomníku padlých občanů – dostaly název Lípy Švehlovy. Mezi roky 1974 a 1975 byla vybudována přehradní nádrž na Mlýnském potoce a byla vybudována nádrž Balaton.
Do roku 1849 patřil Smrk do náměšťského panství, od roku 1850 patřil do okresu Jihlava, pak od roku 1855 do okresu Třebíč. Mezi lety 1850 a 1884 patřil Smrk pod Vladislav a mezi lety 1980 a 1990 byla obec začleněna opět pod Vladislav, následně se obec osamostatnila.
| Rok            | 1869 | 1880 | 1890 | 1900 | 1910 | 1921 | 1930 | 1950 | 1961 | 1970 | 1980 | 1991 | 2001 |
| Počet obyvatel | 229  | 254  | 274  | 273  | 252  | 269  | 288  | 256  | 318  | 317  | 325  | 304  | 271  |

## Politika

### Volby do Poslanecké sněmovny
|       | 2006                | 2010                | 2013                | 2017                | 2021                |
| ----- | ------------------- | ------------------- | ------------------- | ------------------- | ------------------- |
| 1.    | ČSSD (43,97 %)      | ČSSD (26,44 %)      | ČSSD (23,25 %)      | ANO (20,45 %)       | ANO (27,87 %)       |
| 2.    | ODS (24,11 %)       | KSČM (20,66 %)      | ANO 2011 (20,15 %)  | KSČM (18,18 %)      | SPD (16,36 %)       |
| 3.    | KSČM (17,02 %)      | ODS (20,66 %)       | KSČM (18,6 %)       | ODS (14,39 %)       | SPOLU (16,36 %)     |
| účast | 66,51 % (141 z 212) | 60,00 % (123 z 205) | 60,19 % (130 z 216) | 60,55 % (132 z 218) | 75,57 % (167 z 221) |

### Volby do krajského zastupitelstva
|      | 1.                 | 2.                    | 3.                            | účast              |
| ---- | ------------------ | --------------------- | ----------------------------- | ------------------ |
| 2000 | 4KOALICE (26,31 %) | SNK (23,68 %)         | KSČM (17,1 %)                 | 36,19 % (80 z 221) |
| 2004 | ODS (22,95 %)      | KDU-ČSL (19,67 %)     | ČSSD (18,03 %)                | 27,61 % (61 z 221) |
| 2008 | ČSSD (34,14 %)     | KSČM (19,51 %)        | DOHODA pro Vysočinu (14,63 %) | 39,9 % (83 z 208)  |
| 2012 | ČSSD (29,33 %)     | KSČM (24 %)           | ODS (14,66 %)                 | 38,1 % (79 z 210)  |
| 2016 | KSČM (21,25 %)     | STAN+SNK ED (16,25 %) | KDU-ČSL (13,75 %)             | 36,32 % (81 z 223) |
| 2020 | ANO (26,13 %)      | ČSSD (11,36 %)        | SPD (10,22 %)                 | 41,59 % (89 z 214) |
| 2024 | ANO (42,68 %)      | STAN+SNK ED (12,19 %) | ČSNS+KSČM+ČSSD (10,97 %)      | 40 % (88 z 220)    |

### Prezidentské volby
V prvním kole prezidentských voleb v roce 2013 první místo obsadil Miloš Zeman (41 hlasů), druhé místo obsadil Jan Fischer (29 hlasů) a třetí místo obsadil Jiří Dienstbier (21 hlasů). Volební účast byla 64,29 %, tj. 135 ze 210 oprávněných voličů. V druhém kole prezidentských voleb v roce 2013 první místo obsadil Miloš Zeman (101 hlasů) a druhé místo obsadil Karel Schwarzenberg (42 hlasů). Volební účast byla 67,77 %, tj. 143 ze 211 oprávněných voličů.
V prvním kole prezidentských voleb v roce 2018 první místo obsadil Miloš Zeman (67 hlasů), druhé místo obsadil Jiří Drahoš (27 hlasů) a třetí místo obsadil Marek Hilšer (18 hlasů). Volební účast byla 61,82 %, tj. 136 ze 220 oprávněných voličů. V druhém kole prezidentských voleb v roce 2018 první místo obsadil Miloš Zeman (117 hlasů) a druhé místo obsadil Jiří Drahoš (34 hlasů). Volební účast byla 69,27 %, tj. 151 ze 218 oprávněných voličů.
V prvním kole prezidentských voleb v roce 2023 první místo obsadil Andrej Babiš (65 hlasů), druhé místo obsadila Danuše Nerudová (32 hlasů) a třetí místo obsadil Petr Pavel (26 hlasů). Volební účast byla 74,65 %, tj. 162 ze 217 oprávněných voličů. V druhém kole prezidentských voleb v roce 2023 první místo obsadil Andrej Babiš (88 hlasů) a druhé místo obsadil Petr Pavel (70 hlasů). Volební účast byla 73,64 %, tj. 162 ze 220 oprávněných voličů.

## Zajímavosti a pamětihodnosti
- Kaple z roku 1850[11]
- Železnice – u silnice směrem na Koněšín jsou pozůstatky železniční hlásky

## Osobnosti
- Antonín Man (1917–2008), český voják a manažer

### Čestní občané
Dne 28. července 1918 byli jmenováni čestnými občany obce:
- František Staněk
- Karel Kramář
- Alois Jirásek

Dne 26. března 1933 byl jmenován čestným občanem obce:
- Rudolf Chalupa (někdejší starosta)

V roce 1949 byl jmenován čestným občanem obce:
- Klement Gottwald